# Warhammer
Warhammer (oficialment Warhammer: The Game of Eage of Sighmar Battles, abreujat sovint com a Warhammer Fantasy Battles, Warhammer Fantasy o WFB) és un joc d'estratègia de guerra per torns, s'hi juga amb miniatures i està ambientat en un món de fantasia èpica. És un joc desenvolupat per Games Workshop, i el seu món de ficció és usat també per ambientar un joc de rol, novel·les, jocs de cartes col·leccionables i un variat marxandatge.
Està basat en altres mons fantàstics, i dona la suficient llibertat de creació als jugadors per poder seguir expandint aquest joc estratègic, creant noves tropes, generals, exèrcits i regnes. Va ser creat com un joc d'escaramusses a finals de la dècada de 1970, però de mica en mica, i després de nombroses edicions, ha esdevingut un complex joc de grans batalles. L'any 2006 s'havien publicat set edicions del joc, amb catorze exèrcits diferents i diverses campanyes mundials.

## Material necessari
Per poder jugar es necessita el següent:
- Miniatures que representin els diferents exèrcits. No és necessari que siguin de Games Workshop si no s'han d'utilitzar en tornejos oficials.
- El reglament oficial del joc.
- Cada jugador ha de tenir el reglament corresponent al seu exèrcit.
- Una superfície de joc d'uns 180x120cm, que pot ser una taula, el terra, etc.
- Si es desitja, es poden utilitzar diversos elements d'escenografia per donar més realisme a les batalles, com arbres, rius, etc.
- Daus normals de sis cares (és recomanable que en siguin molts), un dau d'artilleria i un de dispersió.
- Una cinta mètrica per mesurar distàncies.
- Plantilles per calcular l'àrea d'efecte de determinades armes, encanteris o accions.
- Un full i un bolígraf per apuntar els detalls de les unitats, com pot ser l'armament.

## Exèrcits[calcitació]

### Bretònia
Bretònia és la terra de l'honor, situada a l'oest del Vell Món, confronta per l'est amb l'Imperi i pel sud amb Estàlia. És adjacent també al bosc de Loren, terra dels elfs silvans.
Es caracteritza pel fet que els seus exèrcits estan formats per nobles cavallers que lluiten al costat dels seus vassalls per protegir les seves terres o defensar als seus aliats contra el caos, elfs foscos i altres enemics de la pau. Els vassalls actuen segons el feudalisme, per tant gaudeixen de la protecció que ofereixen els cavallers a canvi de tributs.
L'objectiu de tot cavaller és aconseguir beure del Grial que porta la Dama del llac. Per aconseguir tan alt honor, han de passar per diversos nivells en la jerarquia militar, començant per cavallers novells (cavallers joves que encara no han demostrat el seu valor), continuant per ser cavallers del regne (la major part de l'exèrcit). Posteriorment, quan inicien la recerca del Grial, abandonen l'ús de la llança per l'espasa i surten a la cerca d'aventures per aconseguir ser dignes de beure del Grial. Quan per fi aconsegueixen trobar-lo, es converteixen en cavallers del Grial, sants en vida, tornant a utilitzar la llança i anant a protegir llocs sagrats de la seva deessa. En algunes regions de Bretònia, els pegasos són comuns, i alguns cavallers els utilitzen per atacar des del cel muntats en ells.
Els plebeus solen ser cuiners, grangers i ramaders. En combat, són cridats pels cavallers i aquests obeeixen cegament als seus protectors. Hi ha plebeus que utilitzen llança (anomenats homes d'armes), altres que tenen certa habilitat amb l'arc, i fins i tot hi ha alguns plebeus que veneren fins a tal punt als cavallers del Grial, que es transformen en bojos fanàtics que els adoren, formant un Reliquiari amb les restes d'un cavaller mort. Alguns plebeus aconsegueixen l'honor de muntar en un cavall per ser les avançades de l'exèrcit, i últimament els plebeus són també els que usen l'única màquina de guerra de l'exèrcit bretonià, el trabuc.
L'exèrcit bretonià és un exèrcit ràpid i versàtil. Posseeix una gran varietat de tropes de cavalleria, que els dota d'una gran maniobrabilitat. Tenen una formació única de combat de cavalleria que els transforma en una de les millors cavalleries del joc. Però en canvi, la seva màgia no és massa poderosa, ni tampoc les seves armes de projectils. La infanteria és sacrificable, però acompleix les seves funcions de sobres.

### L'Imperi
L'Imperi és la nació humana més poderosa del món de Warhammer. Els poderosos exèrcits de l'Emperador formen el bastió que conté a les forces del Caos, evitant la invasió de tot el Vell Món. Plens de fe en els poderosos Déus guerrers, armats amb canons i rifles de les escoles imperials, amb el suport de mags de les vuit escoles de màgia i a disposició d'una població enorme, l'Imperi permet la supervivència de la humanitat, en el món hostil de Warhammer.
L'Imperi es divideix políticament en comtats (Nordland, Refectorland, Ostland, Ostermark, Hochland, Middenland, Talabecland, Stirland, Reikland, Averland i Wissenland), ciutats estat (Altdorf, Nuln, Talabheim i Middenheim) i un petit territori autòcton anomenat L'Assemblea, casa dels Halflings, una raça d'éssers baixets, poc més d'un metre d'alçada, amb molta gana. La capital és Altdorf i el seu Déu principal és Sigmar, tot i que també es ret culte al Déu del Llop Ulric. Quan un Emperador mor, es reuneixen els comtes electors, els burgesos de les ciutats, l'ancià de L'Assemblea i els representants dels dos cultes i entre tots elegeixen al futur Emperador. L'actual Emperador és Karl Franz, qui s'ha vist obligat a lluitar en la més gran de totes les batalles contra el Caos.
L'Imperi és un exèrcit variat i colorista que permet gran diversitat de tàctiques en el camp de batalla. Les seves poderoses unitats de cavalleria i la seva nombrosa infanteria són la força que evita la invasió del Vell Món.

#### Averland
Averland jau al sud de l'Imperi, entre els rius Aver i Reik de dalt, i fa frontera amb les Muntanyes Negres i el gran terreny que són les Muntanyes de la Fi del Món. És una província pròspera, malgrat que ni és la més gran o influent de l'Imperi. Les Muntanyes Negres i les Muntanyes de la Fi del Món contenen un bon grapat de mines, moltes d'elles en possessió dels nans. El metall extret és venut a bon preu a Averheim, la capital de la província, a mercaders de Nuln, que ho transporten en barcasses, seguint el corrent del riu Aver. Les muntanyes contenen diversos bastions nans, però els goblins nocturns o els skaven els han pres, mentre que altres han estat donades per perdudes després de violentes erupcions volcàniques.
El Pas del Foc Negre guarda una important ruta de comerç entre les Zones Frontereres i l'Imperi, i divideix les Muntanyes de la Fi del Món. de les Muntanyes Negres. La ruta és un vell camí Nan i s'estén passant Averheim, i més al nord de l'Imperi. Els béns del Pas del Foc Negre són normalment enviats a través del Riu Aver cap a Nuln. El pas és l'únic lloc on és possible creuar les muntanyes, ja que els laterals són extremadament massa escarpats i quasi impossible de creuar. Per no mencionar que l'oratge és totalment imprevisible i pocs s'atreveixen a ser agafats en una tempesta de neu o una allau. Si les coses no semblaven prou roïnes, les muntanyes són la llar de tribus ferotges de goblins nocturns, troll, skavens i monstres llegendaris. Alguns valents aventurers es guanyen la vida furtant ous dels pics més alts i venent-los al Zoo Imperial. Aquestes bèsties es convertiran més tard, en muntures dels més famosos generals.
Averland és una província rica, i com a resultat, es gasten grans sumes de diners als uniformes dels soldats de l'estat. Els veterans prefereixen uniformes extravagants per a destacar en comparació als pagesos, però per a reflectir la seua antiguitat. Aquesta tradició ha calat ben endins als rangs, fins al punt que fins i tot la milícia i bandes mercenàries es fan amb les robes més extravagants que es poden permetre. L'exèrcit Averland té fama de tindre tants sastres com per a poder subministrar una ciutat petita. Els forasters sobren fer burla sobre el fet que els Averlands són tan bons arquers, per què no volen lluitar cos a cos i arriscar fer-se malbé o tacar-se la roba. Aquestes observacions són silenciades en la presència dels veterans del Pas del Foc negre, o el bromista seria trobat aviat a una claveguera amb uns poques dents menys. La pràctica de portar aquest tipus de roba extravagant té el seu motiu en la diminuta raça de halflings, ja que contínuament demanen als sastres reduir les mànigues i afegir amplària a la cintura. Molts reclutes joves són desanimats en adonar-se de la prohibició de portar el conegut uniforme fins que no hagen servit durant almenys un any a l'exèrcit. Aquesta 'Sang Nova' no són reconeguts com a soldats professionals encara, i han de portar una roba més simple.
Els Bergjaeger són un destacament especial de la guàrdia del Pas del Foc Negre, constituït per paranyers i exploradors de les muntanyes properes. Són experts desplaçant-se silenciosament a través de terreny rocós i normalment són utilitzats com exploradors. El rerefons d'un paranyer és molt variat, i la majoria dels
 tenen més d'una història a contar. Alguns eren guardaboscos que han perdut el treball o el trobaren poc inspirador. Altres són caçadors furtius obligats a servir a l'exèrcit per evitar la pena de presó. Altres són bandolers que van decidir fugir cap a la milícia quan els agricultors estigueren massa prop de capturar-los. Siga quin siga el seu rerefons, són tiradors experts i ben adaptats a la natura fosca de la muntanya salvatge.

#### Kislev
La Terra del Gran Ós: La terra de Kislev jau al nord i est de l'Imperi. L'est llunyà travessa els densos boscos i donen pas a les estepes què s'estenen fins a les Muntanyes de la Fi del Món. Els hiverns de Kislev són durs i cruelment llargs i per mesos la terra és presa per tempestes de neu i gel. Els municipis de Kislev són principalment construïts en fusta, ja que la pedra és rara i només les ciutats més importants tenen edificis de pedra i murs. A l'antiga ciutat capital de Kislev els massius edificis blancs són coronats per grans cúpules daurades i decorades amb estàtues d'or i gàrgoles. Es diu que Kislev és un país pobre omplit amb gent rica. És cert què la gent que viu en aquesta terra atribolada tenen una visió de la vida que els forasters troben sorprenentment positiva. Kislev és també un país en constant amenaça d'invasió. Exèrcits de Norses salvatges a vegades s'aventuren dins de Kislev, assaltant i saquejant, i per a empitjorar les coses, Kislev es troba just en la frontera amb els Deserts del Caos, així que qualsevol invasió del Caos passa per la seua terra (i la seua gent) primer.
Per ajudar-los en la seua lluita contra aquests enemics, els Tzars de Kislev han forjat llaços amb l'Imperi. Aquesta aliança beneficia als dos països, ja que els governants de l'Imperi han entès el benefici d'un baluard al nord contra les marees del Caos. Els dos països tenen una tradició d'enviar tropes a l'altre en temps de necessitat, de fet la Legió Grifó, orgull de la noblesa Kislevita, va ser format com a símbol d'unitat entre els dos països. Aquesta ordre de cavallers està feta principalment per nobles Kislevites, però tenen com a guarnició i lloc d'entrenament a l'Imperi.
Temàticament estan basats en països eslaus i l'antic estat Rus de Kiev. També està inspirada en la Mancomunitat de Polònia-Lituània i la Rússia dels segles 16 i 17, amb el nóm derivat de la ciutat de Kíev
Tot i la constant amenaça dels exèrcits invasors, la gent de Kislev canta i balla i juga tant com, o potser més, que qualsevol altra gent d'altre imperi a l'Antic Món. Alguns diuen que la seua felicitat relativa deriva de la seua estima a la beguda forta. Tant si és veritat o no, els Kislevites gaudeixen de les seues begudes alcohòliques, i de fet molta de la seua gent atribueix qualitats quasi màgiques a la beguda Kislevita més famosa, el Vodka.
Els Kislevites tendeixen a ser callats davant d'estrangers, però dins dels seus cors hi ha molta alegria. De fet són cridaners i sorollosos quan estan entre la seua gent. Els Kislevites són coneguts per ser guerrers extremadament valents, i tenen un odi al Caos major que la majoria de gent de l'Antic Món. Mentre que molts ciutadans de l'Imperi poden romandre ignorants als signes inicials d'un culte al Caos, els ciutadans Kislevites immediatament busquen qualsevol signe de depravació i netegen els individus infectats amb espasa i foc. Molts ciutadans de Kislev han perdut les seues llars o els seus éssers estimats pels guerrers del Caos, i això els ha fet adonar-se que qualsevol cosa que signifique menys que una constant vigilància, podria conduir a la seua pròpia caiguda. Per tant, són implacables en la seva determinació en contra dels seus enemics antics. Donen a les forces del Caos cap quarter, ja que no esperen cap a canvi.
L'exèrcit Kislevita compren les següents unitats:
- Llancers Alats (Com els hússars polonesos a la Polònia al segle 17).
- Arquers a cavall Ungol.
- Kossars Kislevites (Com els Cosacs Ucraïnesos).
- Legió Grifó: Aquests cavallers són la guàrdia personal de la Tzar quan va a la guerra. Si no, serveixen com a mercenaris a l'Imperi, especialment a Middenheim.
- Boyars: Els senyors feudals de Kislev.

#### Ostland
El Principat d'Ostland és el més escassament habitat de totes les Províncies Electoral de l'Imperi. La seua gent té més llaços amb la terra de Kislev al nord que amb els seus compatriotes al sud. Açò és causat per què el Bosc d'Ombres i les Muntanyes Mitjanes formen dues barreres naturals entre Ostland i la resta de l'Imperi. Al Bosc d'Ombres hi ha grans quantitats de caça silvestre, però també criatures fosques com Homes bèstia del Caos i goblins dels boscos. Les Muntanyes Mitjanes són el punt més alt de l'Imperi i els seus pics són habitats per un gran nombre d'Ogres, que sovint serveixen a l'exèrcit, i són temuts pels seus enemics per la seua força i ferocitat.
L'aïllament d'Ostland ha marcat als seus habitants, sent la província menys nombrosa. Els habitants d'Ostland són pobres però gent amb una gran duresa i determinació. Cada poble viu poc més que per sobre del nivell de subsistència i normalment està format per una gran família. Açò ha dut a gent d'altres províncies a fer bromes sobre la seua 'consanguinitat', però no davant d'un d'ells. Els homes d'Ostland són alts i amples d'esquena, mentre que les dones tendeixen a ser també altes i primes o petites i robustes. Els homes casats normalment són agricultors de la terra que també reuneixen arrels, tubercles i nous als boscos, mentre que els que no hi són casats gasten les seues vides com a paranyers i caçadors. L'adoració a Taal, el Déu dels Boscos i Bèsties, és molt popular a la regió, tot i que també hi ha certa adoració a l'esposa de Taal, Ryha, i al seu germà Ulric als pobles més situats a l'oest.
Mentre que no són bel·licosos per natura, els habitants d'Ostland mai s'oposen a una bona i honesta baralla de borratxos i, amb el seu amor per les cerveses fosques, aquest tipus d'incidents no són infreqüents. Durant la Gran Guerra contra el Caos, els habitants d'Ostland es congregaren en grans nombres per a brandar arcs i llances en defensa dels seus veïns Kislevites. Més que altra part de l'Imperi, Ostland ha tastat el flagell del Caos i el seu odi pel mal no coneix fronteres.
El poc comerç de la província es basa en el comerç de pell, ja que Ostland té bons subministraments de caça. La gent d'Ostland té tendència a malbaratar qualsevol ingres disponible en símbols car que els donen estatus, com armadura amb ornaments o armes de foc impressionants, sent particularment favorits les pistoles i rifles de caça de doble barril. Com a resultat, detesten gastar diners en llogar mercenaris poc fiables, sent molt autosuficients.
Els colors de l'estat d'Ostland són el negre i el blanc, i la capital és Wolfenburg. El símbol d'Ostland és el bou, sent un cap de bou un motiu comú en senyeres i escuts.

### Homes bèstia
els homes bèstia no se sap si són humans transfigurats, o cabres mutades horriblement per la influència maligna del Caos. Viuen en els boscos del Vell Món. Les unitats principals d'aquestes criatures del Caos són els Gors i els Ungors, a part de minotaures, centaures i altres mutacions del Caos als boscos. La seva tàctica principal és l'emboscada, que utilitzen contra tot aquell que s'acosti als seus boscos. El seu cap més gran que mai hagin tingut va ser Gorthor, cabdill dels homes bèstia. Actualment el seu líder és Kazrahk.

### Hordes del Caos
Són humans als quals ha posseït el poder negre del caos, tot i que també els componen dimonis dels déus majors. Els servidors del caos són nombrosos en varietat, però rarament superen als seus enemics; així doncs, els adoradors del Caos es basen en la seva gran força, més que en el seu nombre. Depenent del déu al qual serveixen tenen uns dons o uns altres en diversos aspectes. Entre aquestes figures de veneració trobem a:
- Tzeentch: És el que canvia les coses i el canvi forma part de la mateixa naturalesa del Caos, així com l'energia sempre canviant que els mortals anomenen màgia. També se'l coneix com a Tchar entre els bàrbars del Nord, com Chen a l'exòtic orient i com Shunch a les caloroses jungles del Sud i en tots aquests llocs el seu nom és sinònim de canvi. Tot i això, a tot arreu se'l coneix com El Gran Conspirador, un manipulador molt subtil que posseeix una saviesa exhaustiva. És el mestre manipulador, el que mou els fils del destí i el que regeix la sort tant dels seus seguidors com dels seus enemics. Tzeentch no té forma concreta, tot i que es manifesta com una llum que canvia de color. La seva marca es representa amb la serp sinuosa del canvi i sol beneir als seus dimonis i paladins amb horribles becs d'ocell, urpes i plomes multicolors. La seva pell i la seva armadura resulta un flux constant que canvia d'aspecte i color i que forma rostres que no paren de riure's dels seus adversaris i que sempre repeteixen paraules inquietants.
- Nurgle: Déu de les descomposicions i la pestilència, simbolitza els mals del món i els seus seguidors mostren malaltia i deformitats, però tot i això, són dels guerrers més resistents.
- Khorne: Déu de la sang, les guerres i la ira, es basa principalment en la força bruta i entre les seves files, rarament trobem un mag, tot i que les seves unitats compensen aquest fet per ser desapiadades i demolidores en combat.
- Slaanesh: Déu de la depravació, la luxúria i els plaers prohibits, és el déu més jove, els seus servidors es mouen de forma elegant i la seva forma física fa que l'estimis sense remei, li agrada jugar amb les seves preses abans d'eliminar-les i aquesta mateixa afició l'han heretat els seus dimonis que es representen com belles i letals diablesses.

El Caos és una raça versàtil: els jugadors poden crear un exèrcit centrat en el cos a cos (Khorne), la màgia (Tzeencht), o un exèrcit tàctic format per seductores filles de Slaanesh, repugnants fills de Nurgle, o el Caos absolut.

### Nans
Els nans són una de les races principals i més antigues. Igual que en la majoria de mons de fantasia són sers similars als humans però més baixos i robusts, són decidits i valerosos, fins i tot arribant a ser increïblement tossuts. Això els converteix en soldats fiables i guerrers de paraula. També són rancorosos amb aquells que els ofenen.
Conservadors dels sabers antics i desconfiats de les noves tecnologies, encara que són grans inventors. A més, rebutgen la màgia tal com l'entenen altres races, tot i que són molt hàbils dotant de màgia rúnica diversos objectes, des d'armament a joieria. Els nans també dona gran importància a la riquesa material, l'honor i l'edat. Se senten molt orgullosos de la seva cultura i tradicions i tendeixen a mirar amb superioritat a altres races, com els humans o els elfs (amb els que no guarden bona relació a causa d'una guerra del passat).
En el combat es mostren com un mur de roca inamovible, gràcies a la seva resistent infanteria, però a la vegada capaços de disparar amb gran força, gràcies als seus trabucs i canons.
Molt temps abans que els humans apareguessin, els nans ja dominaven un gran imperi subterrani a les Muntanyes de la Fi del Món. Lamentablement, aquest imperi, es va veure parcialment destruït per culpa, tant de causes naturals, com per atacs d'altres races com els Skaven o els pells verdes. Aquest és el motiu de l'odi que els nans senten contra Orcs i Goblins.

### Reis funeraris
Des dels profunds deserts de Khemri, desperten els no-morts de Settra, el més gran rei de la més antiga civilització de la humanitat. Molts segles han passat sota la sorra mentre els seus enemics dominaven les seves antigues terres i finalment s'ha produït el despertar dels morts, quan el maligne Nagash va devastar Nehekhara amb el més mortal encanteri mai abans pronunciat en tot el món de Warhammer.
Khemri posseeix una tàctica horripilant... la màgia aplicada totalment a les tropes, un bon general sabrà utilitzar aquesta tàctica i veure com el seu enemic no sap a qui atacar, les forces de Khemri, formades per milers d'esquelets i criatures del desert, com voltors o escorpins, causen terror i tenen una bona cavalleria, a més dels seus carros lleugers de guerra els quals componen la seva columna vertebral, els seus temibles gegants d'os provocaran el pànic a les files enemigues. En ser no-morts, podria semblar una vulgar còpia de l'exèrcit vampíric, però no és així. A més, també compten amb temibles unitats amb la capacitat de cop letal, com la guàrdia del sepulcre i criatures artefacte com els ushabtis. Pot dedicar-se a disparar i a la velocitat amb els seus arquers. La seva màgia nigromàntica també és diferent: en comptes de nigromants, té sacerdots funeraris que es dediquen a ressuscitar unitats esquelètiques en comptes de crear-les directament. A més, compten amb un dels elements d'atac més poderosos del joc: la misteriosa arca de les ànimes.

### Orcs i Goblins
Els Orcs són criatures de més o menys 2 metres d'alçada, són forts i resistents, tot i que no són massa intel·ligents. Per reproduir-se, els orcs deixen anar espores, les quals si cauen en el terreny adequat donaran lloc a diferents tipus de goblins. Depenent de les condicions de l'entorn, d'aquestes espores sorgiran al cap de pocs dies un cert nombre de Snotlings, i posteriorment Goblins. Després Orcs joves que creixeran segons com d'agressius que siguin i les batalles en les quals participin. És per això que els Comandants Orcs són notablement més grans que els Orcs joves. Són anomenats pells verdes a causa de les algues que creixen en la seva pell. Els més vells que s'han arribat a veure són de 30 anys, per la qual cosa no se sap amb certesa quan viuen. La societat pellverda s'estructura de manera molt simple: el més fort pega al més petit, i els individus més grans i forts són anomenats caps per aglutinar les seves tropes. Els Orcs gaudeixen amb la devastació, i si no tenen adversaris es mataran o menjaran entre ells; la dieta de l'Orc és omnívora. Els Orcs pateixen animositat, el que els suposa un descontrol neuronal passatger.
Els pells verds creuen en " Gork" i "Mork", els seus deus. En Les Terres Ermes hi ha milers d'escultures volent-los simbolitzar, ja que TOTS els Orcs i Goblins creuen en ells. Una cosa que també fan molt és idolatrar els seus líders o als grans guerrers, que també els rendeixen culte.
Els Orcs i Goblins s'estenen per tot el món de Warhammer encara que les regions que estan totalment controlades per ells són: Regnes fronterers, Terres Ermes, Terres Fosques, Territori Troll, Muntanyes de la Fi del Món
Els Goblins, els éssers més astuts de l'exèrcit dels Orcs i Goblins, són petits, amb un nas gran i bastant més enginyosos que els Orcs; la seva força està en el nombre. Una subraça dins de l'espècie Goblin són els Goblins nocturns, que habiten sota terra, i cultiven fongs al·lucinògens, dels quals obtenen un licor que al beure'l els produeix un estat de bogeria, cosa que els deixa com a terribles fanàtics que giren d'un costat a l'altre subjectats a una cadena amb una enorme bola de ferro a l'altre extrem.
L'exèrcit Orc té una gran quantitat de tropes: Orcs durs (entre ells els Orcs Negres), abundants Goblins, Fanàtics, Cavalleria amb llops o porcs senglars, carruatges, monstres com trols i gegants, curioses màquines de guerra, com el llançagoblins, etc. És un exèrcit irregular i bastant divertit, amb el qual pots aconseguir grans victòries o vergonyoses derrotes.
L'exèrcit pellverda és un exèrcit versàtil, que pot dur a terme, des de la tàctica més complicada, a la més simple, per tant, és adequat tant per a principiants com per a veterans. És dels més variats del món de Warhammer Fantasy. La dificultat de dirigir aquest exèrcit correctament és sobretot l'animositat de la gran majoria de tropes i entre altres coses la debilitat dels goblins quan estan en inferioritat numèrica, la inestabilitat de les màquines de guerra, etc.

### Skaven
El Vell Món es troba recorregut per una sèrie de túnels i masmorres creades en temps pretèrits pels nans i els elfs quan el Caos encara no s'havia manifestat. No obstant hi ha altres criatures que viuen en aquestes cavernes abandonades. Els Skaven són rates mutades pel poder del Caos i que segueixen al seu déu, la Rata Cornuda, amb devoció. Algunes d'aquestes són fortes, però la gran majoria lluiten amb un temor que les consumeix i les porta a fer coses extremadament perilloses.
Els Skaven controlen un imperi subterrani enorme que s'expandeix per sota les terres civilitzades i més enllà. La capital és Plagaskaven, situada a les Marismes de la Bogeria a Tilea. La ciutat es divideix en nombrosos nivells, essent els superiors ocupats pels quatre grans clans, i els inferiors per la resta de clans en funció de la seva importància en la societat skaven.
Aquest exèrcit es divideix en quatre grans clans:
- Clan Eshin: Skaven sigilosos que ataquen des de qualsevol lloc, trien la nit per fer-ho. Aquests grups solen ser dirigits pels poderosos assassins skaven, autèntics mata-generals dels exèrcits rivals.
- Clan Pestilens: És el clan de les malalties i les pestilències. Les tropes regulars d'aquest grup són els fanàtics monjos de plaga. Solen anar acompanyats dels temibles portadors d'incendiari, aquests, són agitats amb força pels seus portadors i propaguen uns gasos verinosos contra el que les armadures dels seus enemics són inútils.
- Clan Moulder: Ningú ha contemplat els pous de l'horror del clan Moulder sense caure en la bogeria. Aquests pous són on es troben les masmorres on els membres del clan Moulder fan els seus experiments amb Ogres, humans, rates, dimonis i altres éssers. La creació més brillant d'aquest clan és la Rata-Ogre. Aquestes creacions van acompanyades al camp de batalla per Senyors de les Bèsties que amb els seus fuets condueixen a les Rates-Ogre i a les Rates Gegants a la seva voluntat.
- Clan Skryre: Els Skaven més intel·ligents, són reclutats per aquest clan. Sota terra existeixen infinitat de laboratoris on experimenten constantment amb la seva preuada pedra bruixa. Amerratadores, franctiradors Jezzail, el poderós canó llançador de vent enverinat o la seva millor creació, el poderós canó de disformitat són les seves armes. Tot això és dirigit pels temuts i grillats enginyers bruixots.

### Regnes Ogres
A l'est del Vell Món, passat el Desert dels Udols es troben els Regnes Ogres. Els Ogres són criatures primitives, violentes i lletges, aproximadament de la mida d'un troll, que devoren tot aquell que s'atreveix a penetrar als seus territoris. Un sol Ogre pot acabar fàcilment amb un regiment imperial. Marxen cap a la batalla amb els seus destartalats exèrcits disposats a matar i saquejar els dèbils regnes dels humans. Tenen com a servents als Gnoblars, una deformació de la raça Goblin.
Un Ogre equival a diversos homes, i això es veu reflectit en el camp de batalla. Són poc nombrosos, i els seus regiments estan formats per quatre o cinc miniatures. Tot i que, la seva càrrega és terrible a causa de la seva capacitat de moviment. En definitiva, un exèrcit molt potent, sense gaires projectils, màgia atípica, poc maniobrable, però amb unes tropes que compleixen una funció determinada, un exèrcit compacte i difícil de derrotar.

### Alts elfs
Els alts elfs van ser la segona raça en poblar el món, després dels homes llangardaix. La seva casa es troba enmig de l'oceà, a Ulthuan, on es troba un poderós nexe que absorbeix els vents del Caos. En la seva llengua a si mateixos s'anomenen Asur. Viuen en grans ciutats de pedra, cultivant les arts nobles. Els Alts Elfs són els sers que han aconseguit perfeccionar l'ús dels vents de la màgia al màxim. A causa de la seva longevitat són experts guerrers, però no tenen una gran força física.
Són enemics dels elfs foscos, ja que van ser traïdors a la seva terra, i van sepultar sota les aigües províncies senceres amb temibles encanteris. També ho són dels Nans, per morir el Rei Fènix a la Guerra de la Barba i capturar la seva preuada corona.
Els alts elfs constitueixen una força reduïda en el camp de batalla, però que dona molta guerra. Els seus guerrers són molt hàbils en combat i tenen una gran habilitat de projectils i una molt poderosa màgia. Poden anar muntats en dracs. Per contra, no són molt forts ni resistents i solen ser molts menys efectius que l'exèrcit enemic.

### Elfs foscos
Són els germans foscos dels Asur, coneguts com a Druchii. En un principi vivien a Ulthuan amb els seus germans, però després d'una sagnant guerra civil van marxar a Naggaroth a recuperar-se de la seva derrota. Són cruels i esclavistes, ja que amb les seves arques negres solquen els mars i aborden les naus desprevingudes. La major part dels esclaus són sacrificats al seu déu Khaine.
El seu exèrcit, com el de tots els Elfs és poc nombrós i no gaire resistent, però molt bo en la màgia, hàbil en projectils i en combat. Posseeixen monstres, com hidres, gèlids o mantícores; tropes silencioses i letals, com els assassins o les ombres; i les belles i mortíferes elfes bruixes.

### Elfs silvans
Els Elfs Silvans habiten al bosc d'Athel Loren. Aquest bosc està ple de follets, fades i altres estranyes i perilloses criatures. Els seus reis són Orion i Ariel, el primer és la reencarnació del déu de la caça Kurnous i la segona d'Isha. Els elfs silvans tenen una relació amb els esperits del bosc, criatures que tenen un odi malaltís cap a tot aquell que entri al bosc. De tots els esperits del bosc sobresurt Durthu, un mil·lenari home arbre ple de cicatrius. Són els descendents dels antics colons procedents d'Ulthuan que van arribar al Vell Món i posteriorment es van negar a tornar després de la conflictiva època que va seguir la Secessió.
Són aliats de Bretonia, però és una aliança molt estranya, ja que els Elfs Silvans són molt impredictibles i poden destruir poblats sencers durant la Cacera Salvatge, que té lloc cada any després del despertar d'Orion.
Els Elfs Silvans són sens dubte el millor exèrcit de tir de Warhammer. Els seus arquers són terribles, la seva cavalleria és ràpida i contundent, i a més, estan acompanyats dels esperits del bosc, com el temible home arbre o les cruels dríades. Com tots els Elfs, en combat cos a cos són extremadament hàbils tot i que poc resistents amb poca o nul·la armadura.
La seva tàctica en la batalla es basa en els tirs dels seus arquers i la mobilitat dels seus petits regiments, capaços d'atacar l'enemic des de tots costats i destruir-lo abans que s'adoni que l'ataquen.

### Comtes vampir
Els Comtes Vampir són els supervivents de la ciutat de Lahmia, arrasada pels Reis Funeraris. Són morts que han rebut un ritual especial per a atorgar-los vida eterna. Els Comtes Vampir es distribueixen pel Vell Món d'una forma molt dispersa. Es divideixen en cinc clans vampírics:
- Lahmia: Seductores vampires filles de la nit.
- Strigoi: Vampirs nòmades que habiten als cementiris amb les seves hordes de necròfags amagant-se de la resta del món.
- Von Carstein: Altius nobles de l'imperi que governen comtats d'aquest com un càncer domina els òrgans de la seva víctima. Aquest clan és el més antic i el més conegut a l'univers Warhammer. Manfred von Carstein és el cap dels Von Carstein. Aquest clan no posseeix ni bonificacions ni penalitzadors al contrari que els altres clans. Senten un odi especial cap a l'Imperi.
- Necrarca: Foscos nigromants esperant a les seves torres.
- Drac Sanguinari: Cavallers vampírics de força indomable i esperit de drac vermell que busquen pal·liar la seva set de sang.

Els Comtes Vampir porten a la batalla les seves hordes de zombis i esquelets, les seves tropes de rat-penats, els seus necròfags i els seus llops espectrals. També porten cavallers morts, espectres, rat-penats vampírics i donzelles espectrals.
Els Comtes Vampir són un dels més potents exèrcits, i tot per una senzilla raó: poden crear tropes en mig de la batalla. Els seus mags poden fer que en un torn aparegui just davant de les teves unitats un regiment d'una vintena de zombis i esquelets que, tot i que en combat no siguin gran cosa, són no-morts, per tant, no fugiran, i a més causaran temor. Aquest encanteri és la invocació de Nehek. El fet que quasi totes les unitats siguin no-mortes, amb tot el que suposa, és la força i la debilitat de l'exèrcit: si els teus herois cauen, també ho faran les teves unitats. Per sort, tenen els vampirs, uns dels millors herois del joc.

### Homes llangardaix
Els homes llangardaix són la raça que van crear els ancestrals per al seu servei. Estan dirigits pels Slann, poderosos sacerdots i mags, capaços de moure continents amb les seves ments.
Els sauris són els guerrers i els lludrions són els encarregats dels treballs més manuals, com l'artesania. Finalment, hi ha els Kròxigors, destinats per la guerra i per treballs de força en temps de pau.
Viuen a Lustria i en algunes regions conegudes com les Terres del Sud. La seva cultura guarda relació amb la cultura asteca del nostre món. Els seus motius per la guerra són els que els van deixar marcats els ancestrals fa milers d'anys.
Van ser una de les primeres races creades de l'univers Warhammer pels Ancestrals, abans que els Nans o els Elfs. Quan els Homes Llangardaix entren a la batalla ho fan muntats en enormes bèsties de la jungla. Els sauris neixen en foscos pous sota terra, anomenats Pous de Desove. A vegades un Desove de Sauris té una habilitat especial, anomenat Desove Sagrat; es diu que els ancestrals podien veure el futur i això els feia predir quin tipus de tropes necessitarien i així, portar al món un Desove específic de Sauris.
Cada grup d'Homes Llangardaix viu en una ciutat estat independent. El governant central i únic és un Slann, que manté contacte telepàtic amb la resta de Slann que encara segueixen vius. Els Slann de primera generació estan tots morts, l'únic que encara segueix anant a les batalles és el cos momificat de Kroak. Els Slann de cinquena generació són els menys poderosos i els més abundants, mentre que els escassos Slann de segona generació són dels més poderosos mags del món de Warhammer.

### Nans del caos
A l'est del Vell Món, més enllà de les muntanyes de la Fi del Món, s'alcen les fortaleses d'obsidiana, on resideixen els malignes adoradors del déu Hashut, pare de la foscor. A diferència dels seus cosins llunyans, els Nans del Caos utilitzen la màgia amb gran habilitat, encara que paguen un preu molt elevat, ja que els seus bruixots es converteixen lentament en pedra.
Fa milers d'anys els nans es dirigiren cap al nord des de les seves ancestrals llars en algun lloc de les terres del sud. Viatjaren pels alts cims de les Muntanyes de la Fi del Món, seguint el rastre de jaciments minerals i gemmes precioses.
Els nans s'estengueren per les muntanyes, seguint endavant per la cobdícia i la descoberta de noves vetes de minerals i metalls a les roques. Durant un període de centenars d'anys excavaren pous i construïren ciutats a les cavernes subterrànies, portaren les mines fins al més profund de les muntanyes i excavaren túnels que els dugueren més al nord.
Finalment, en algun moment misteriós i distant del passat, els nans arribaren a les terres elevades al llunyà nord de les Muntanyes de la Fi del Món que denominaren Zorn Uzkul o Terra del Gran Crani, un altiplà enorme i inhòspit on l'aire era escàs i fred i les roques estèrils. Molts tornaren al sud, per a engruixir el nombre dels cada cop més abundants, nans de les Muntanyes de la Fi del Món. Altres es dirigiren cap a l'oest cap a les fredes terres de Norsca, però alguns dels més aventurers es dirigiren a l'est i després cap al sud cap a les Muntanyes dels Laments. Al principi aquestes comunitats disperses comunitats de nans es mantingueren en contacte entre elles, però els nans que es dirigiren a l'est s'allunyaren molt i quan les ofensives del caos arribaren a les regions del nord, el contacte es perdé per sempre i els nans de l'oest cregueren que els seus germans de l'est havien desaparegut destruïts per les incursions del Caos. En comptes de destruir-los el Caos provocà grans canvis en aquells nans.
Amb una economia basada, per una banda, en l'extracció i el comerç de minerals preciosos, i per altre, la utilització d'un gran nombre de pellsverdes com esclaus, els Nans del Caos dominen un imperi que s'expandeix des de Zorn Uzkhul, al nord, fins als límits del gran desert dels Udols, al sud. Amb freqüència, els nans del caos realitzen incursions contra tribus goblin de l'oest per obtenir esclaus.
Van sorgir d'uns nòmades Nans que van migrar per fundar fortaleses a l'Est. Però el Caos tot ho corromp, perquè aquests Nans comptaven amb fortaleses en inferioritat defensiva i només era qüestió de temps que caiguessin en el corrosiu entorn Caòtic.

### Mercenaris
Tot i que els Mercenaris ofereixen els seus serveis per tot el món, la terra que compta amb més Mercenaris és Tilea, al Vell Món. Procedents de tots els regnes del Vell Món i de terres encara més llunyanes, les espases de lloguer convergeixen sobre Tilea, on pot assegurar-se que trobaran un treball molt profitós. Tilea és un país anàrquic i totalment ingovernable, on individus egoistes governen les seves ciutats independents. El poder real el tenen els rics Prínceps Mercaders, que conspiren contra les autoritats recaptadores d'impostos i lluiten entre ells amb el mateix entusiasme. De fet, a Tilea és tradicional que els únics exèrcits amb una grandària considerable siguin exèrcits de mercenaris, pagats i contractats per un príncep ric, un mercader, o un tirà ambiciós. Al contrari que altres exèrcits de Warhammer, els Mercenaris no procedeixen d'un lloc específic ni pertanyen a cap raça determinada, encara que la gran majoria són homes. Poden trobar-se pirates procedents dels gelats deserts de Norsca lluitant braç a braç amb Corsaris d'Aràbia i misteriosos monjos guerrers d'Orient. Els Mercenaris són grups de guerrers que viuen per combatre: combaten per una paga, per l'emoció de l'aventura, per la possibilitat d'aconseguir riqueses incalculables. Alguns no són més que bandits, pirates en els quals no es pot confiar, però també hi ha alguns que són valents prínceps que condueixen els seus valerosos guerrers cap a l'aventura i la conquesta de terres llunyanes.

### Trolls
Els trolls són criatures enormes i fortes, però també bastant estúpides. N'hi ha de molts tipus, ja que com la resta de pellsverdes, tenen una gran varietat d'aspectes. Són, en general, grans, lletjos i amb un budell sempre buit. Tots els trolls són temuts per la seva ferocitat innata i la seva gana insaciable. S'usen al joc de rol Warhammer. Hi ha trolls comuns, que es poden trobar amb facilitat en llocs especialment pudents, els trolls de pedra. Poden arribar a menjar pedres, cosa que els permet sobreviure a les muntanyes més inhòspites; i trolls de riu. Els trolls estan sota la regla de l'estupidesa.

## Escenografia[calcitació]
Un dels aspectes més lúdics i gratificants és l'escenografia. Es tracta de crear un element decoratiu i/o funcional dins el joc, representant un terreny natural o artificial com una casa, un bosc, una muntanya, un turó, un riu, i molts etcèteres. La gràcia de l'escenografia és la creativitat i l'habilitat personal per crear fantàstics elements, encara que si la mandra o l'habilitat fallen, sempre es pot recórrer als elements prefabricats disponibles en tota mena de tendes d'aficions.
L'escenografia, a més de servir de decoració, influeix en el desenvolupament del joc. Per exemple, unitats protegides darrere d'arbres reben menys impactes per atacs de fletxes o, si hi ha un terreny pedregós, les unitats tenen més dificultat de maniobra i es desplacen més lentament.

## Oldhammer
Oldhammer és com es coneix el col·leccionisme i l'ús d'edicions passades i ja descatalogades del joc de miniatures Warhammer Fantasy. Nascut als anys 90 al Regne Unit, el moviment va ser una resposta a l'aparició de la quarta edició del joc. Segons molts afeccionats, la nova edició es regia sota criteris comercials i no lliures, i per tant, es negaven a abandonar la línia de reglament en el que es basava fins aleshores. Amb el pas del temps aquesta afecció alternativa no només no va desaparèixer si no que a més va evolucionar al concepte d'afecció per a qualsevol edició ja desfasada de Warhammer.
A Espanya, Oldhammer sempre ha sigut un mode de joc marginal pel fet que la polèmica quarta edició va ser precisament la primera que va ser publicada en castellà i, per tant, l'inici d'afecció a aquest joc de Games Workshop. Però a meitats del 2015, amb l'aparició de la novena edició del joc es presenta una nova polèmica i molts afeccionats prefereixen quedar-se amb la sisena edició. L'afecció no es limita al joc d'edicions antigues, si no que a més molts jugadors busquen les miniatures corresponents a l'època, fins al punt de voler aconseguir també les pintures d'aleshores.

### Les tres primeres edicions[calcitació]
El joc va ser creat a principis dels anys 80 i estava encarat a ser un joc d'escaramusses regulat per un director de joc. De fet, és a la tercera edició que s'especialitza en les batalles.
El material que es va comercialitzar d'aquestes edicions és difícil de trobar. A més de només estar disponible en anglès, per a la península Ibèrica es tractava d'un producte d'importació. Generalment és als Estats Units i al Regne Unit on es concentren la majoria de jugadors d'aquestes edicions.

### Quarta i cinquena edició[calcitació]
Aquestes edicions daten de la dècada dels 90 i van ser les primeres traduïdes al castellà. A Espanya va significar l'aparició de la primera generació de jugadors d'aquest joc. L'aparició de la popular sisena edició va fer caure en desús aquestes dues edicions més antigues.
Encara es pot trobar material d'aquestes edicions però no resulta fàcil, bona part es pot trobar en mercats d'antiguitats en un estat de conservació limitat.

### Sisena edició
L'any 2000 apareix la sisena edició de Warhammer. És una edició important, perquè li va suposar a Games Workshop un augment de la popularitat i, a més, els canvis eren tant importants que requerien una rentada de cara a tot el joc, pel que va aprofitar per replantejar-se el disseny de la majoria de les miniatures. Per tal que els jugadors poguessin fent servir els seus respectius exèrcits, van regalar, junt la seva revista White dwarf un complement anomenat Hordas invasoras, en el que s'explicava els nous criteris a l'hora d'organitzar les batalles i les llistes provisionals de quinze exèrcits.
Aquest complement és important pels afeccionats a Oldhammer que els agrada aquesta edició, perquè es consideren les quinze llistes d'exèrcit més ben equilibrades del joc. Precisament pel que molts és un problema que sempre arrossega Warhammer. Sobre la setena i vuitena edició no gaudeixen de tants seguidors, bàsicament perquè a nivell de reglament es basen directament en la sisena edició i aportant pocs canvis. A més la popularització del joc va sorgir amb la sisena edició i a poc a poc es va anar reduint.

### La polèmica de la novena edició[calcitació]
L'agost del 2015 Games Workshop va comercialitzar la novena edició de Warhammer, coneguda també com a Age of Sigmar. Al contari que les dues últimes revisions del joc, aquesta vegada l'empresa britànica es replanteja tot el reglament, i per primera vegada des de la quarta edició, evoluciona l'ambientació fins a fer-la totalment nova. Els canvis a nivell de reglament són radicals: desapareixen les característiques formacions de regiments, desapareix el cost de les unitats que buscaven la igualtat en les batalles i es simplifiquen en general moltes regles. La idea, segons els seus creadors, és fer de Warhammer un joc no competitiu i que cada afeccionat pugui organitzar l'exèrcit al seu gust, en lloc de regir-se per l'eficiència de les tropes.
La qüestió és que molts afeccionats titllen els canvis com a absurds i acusen a Games Workshop de buscar els guanys econòmics en lloc de vetllar pel joc.